# Cámara de Representantes de Luisiana
La Cámara de Representantes de Luisiana es la cámara baja de la Legislatura Estatal de Luisiana, siendo la cámara alta el Senado de Luisiana. La cámara está compuesta por 105 miembros, que cumplen mandatos de cuatro años con un límite de tres mandatos. La cámara está controlada por el Partido Republicano.
La cámara se reúne en el Capitolio Estatal en Baton Rouge.

## Composición
|                   | Partido   | Partido | Ind. | Vac. | Total |
| Republicano       | Demócrata |         | Ind. | Vac. | Total |
| ----------------- | --------- | ------- | ---- | ---- | ----- |
|                   |           |         |      |      | Total |
| Bancas            | 68        | 33      | 3    | 1    | 105   |
|                   |           |         |      |      |       |
| Último % de votos | 64.8%     | 31.4%   | 2.9% |      |       |

## Liderazgos
El portavoz de la cámara preside la Cámara de Representantes. El portavoz suele ser recomendado por el gobernador, aunque esto no está determinado en las reglas de la cámara. Luego, es ratificado por la cámara en pleno. Además de presidir el cuerpo, el portavoz también es el principal puesto de liderazgo y controla el flujo de la legislación y las asignaciones de los comités. La Cámara de Representantes también elige un portavoz pro tempore que reemplazará al portavoz en caso de ausencia de este.
| Posición             | Nombre             | Partido     |
| -------------------- | ------------------ | ----------- |
| Portavoz             | Clay Schexnayder   | Republicano |
| Portavoz pro tempore | Tanner Magee       | Republicano |
| Líder de la mayoría  | Blake Miguez       | Republicano |
| Líder de la minoría  | Samuel Jenkins Jr. | Demócrata   |